# Fancy You
Fancy You è il settimo EP del gruppo musicale sudcoreano Twice, pubblicato il 22 aprile 2019 dalla JYP Entertainment.

## Tracce
1. Fancy – 3:35 (Black Eyed Pilseung, Jeon Gun)
2. Stuck in My Head – 2:58 (testo: Lee Seu-ran – musica: Matthew Tishler, Andrew Underberg, Philip Bentley)
3. Girls like Us – 2:40 (testo: Jihyo – musica: Uzoechi Emenike, Dimitri Tikovoï, Maya von Doll, Charli XCX)
4. Hot – 2:59 (testo: Momo, Kang Eun-jeong – musica: Jonatan Gusmark, Ludvig Evers, Moa Anna Carlebecker Forsell, Josefin Glenmark)
5. Turn It Up – 3:09 (testo: Sana, Earattack – musica: Earattac, kLouise Frick Sveen)
6. Strawberry – 3:29 (testo: Chaeyoung, Kim Eun-su – musica: Maestro the Baker, Jake TenchKloe)

## Classifiche

### Classifiche settimanali
| Classifica (2019) | Posizione massima |
| ----------------- | ----------------- |
| Corea del Sud     | 2                 |
| Giappone          | 1                 |
| Spagna            | 88                |

### Classifiche di fine anno
| Classifica (2019) | Posizione |
| ----------------- | --------- |
| Corea del Sud     | 11        |
| Giappone          | 34        |